# The Weinstein Company
The Weinstein Company (TWC) – amerykańska niezależna wytwórnia filmowa założona w 2005 r. przez braci Harveya i Boba Weinsteinów po tym, jak odeszli oni z Miramaxu.
W 1979 r. bracia Weinsteinowie założyli wytwórnię Miramax, którą w 1993 r. sprzedali korporacji The Walt Disney Company, pozostając na stanowiskach kierowniczych do 2005 r. W 2005 r. odeszli zakładając The Weinstein Company, którą wspólnie kierowali do 2017 r. W 2017 r. Harvey został zwolniony z uwagi na oskarżenia o molestowanie seksualne. W następnym roku przedsiębiorstwo ogłosiło bankructwo.